# Peter von Cornelius
Peter von Cornelius (Düsseldorf, 23 de setembro de 1783 – Berlim, 6 de março de 1867) foi um pintor alemão do romantismo, pertencente ao movimento dos nazarenos. Cornelius e Johann Friedrich Overbeck são os dois pintores mais destacados deste estilo.

## Ver também

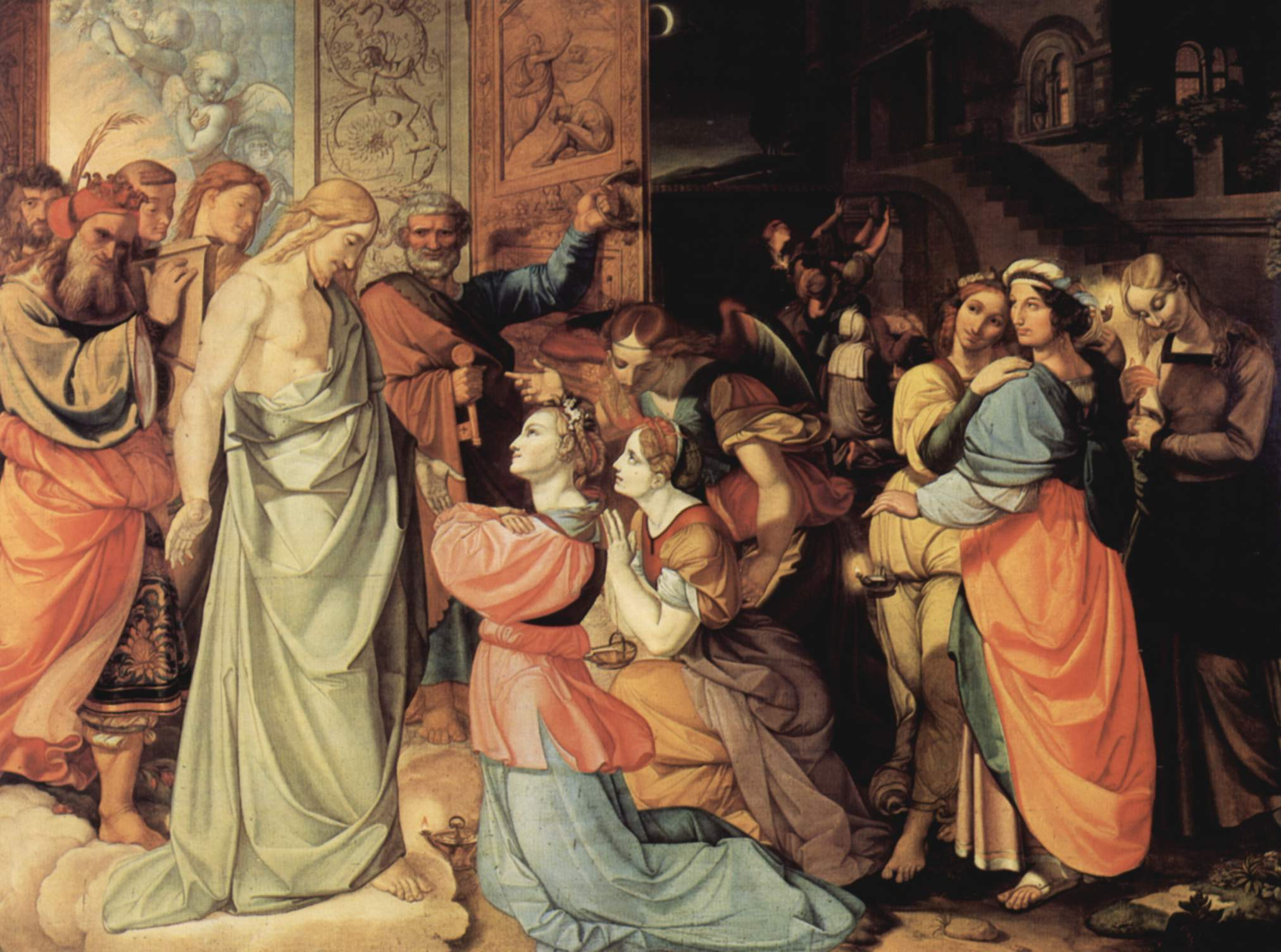
As virgens prudentes e as virgens imprudentes, obra de Peter von Cornelius, pintura a óleo, 1813 - 1819, Düsseldorf, Museu de Arte Clássica.

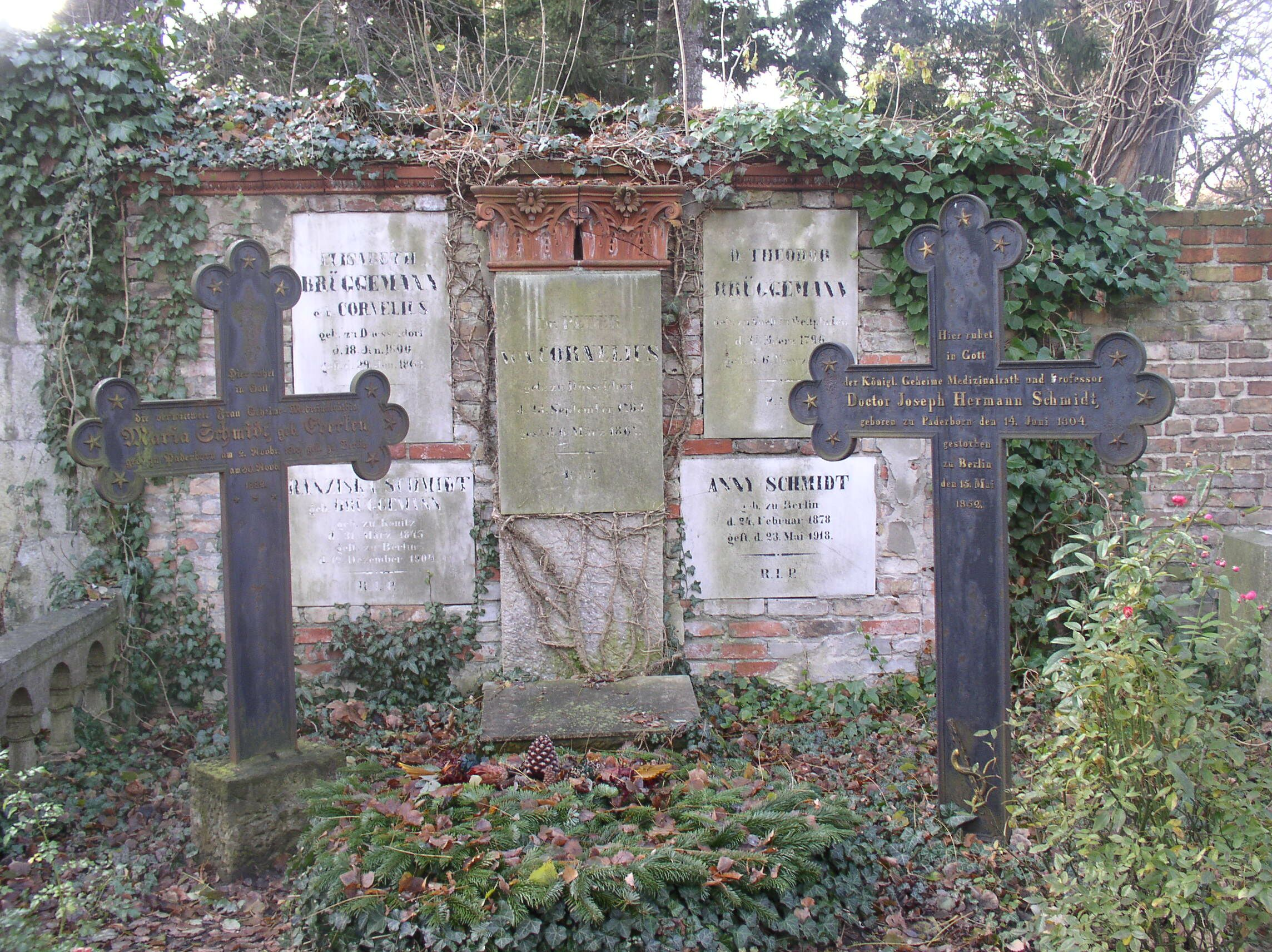
Sepultura no Antigo Cemitério da Catedral da Paróquia de St. Hedwigs